# شعير قصير السفاة
شعير قصير السفاة (الاسم العلمي: Hordeum brachyatherum) هي نوع نباتي يتبع جنس الشعير من الفصيلة النجيلية.  